# Burg Alt-Marstetten
Die Burg Alt-Marstetten ist eine abgegangene Spornburg auf 660 m ü. NHN westlich des heutigen Ortsteils Marstetten der Gemeinde Aitrach im Landkreis Ravensburg in Baden-Württemberg.
Die unmittelbar südlich der „neuen“ Burg Marstetten gelegene Anlage wurde von den Herren von Marstetten Anfang des  11. Jahrhunderts erbaut. Im 12. und 13. Jahrhundert werden die Grafen von Marstetten, eine Seitenlinie der Grafen von Irsee-Ronsberg, genannt. Die Burg wurde 1525 geplündert und war seit dem Dreißigjährigen Krieg Ruine.